# Fikret Mualla
Fikret Mualla, właśc. Fikret Muallâ Saygı (ur. 1903 w Stambule, zm. 20 lipca 1967 we Francji) – turecki malarz łączący elementy ekspresjonizmu z fowizmem.

## Życiorys
Fikret Mualla urodził się w 1903 roku w rodzinie wysokiego rangą urzędnika Mehmeta Ekrema Beya i Emine Nevber Hanim. W wieku 12 lat nabawił się kontuzji przy grze w piłkę nożną, przez co do końca życia lekko utykał. Uczęszczał do prestiżowego liceum Galatasaray, w którym językiem wykładowym był francuski. Gdy miał 15 lat, Mualla zachorował na grypę hiszpankę. Choć sam w końcu wyzdrowiał, zaraził matkę, którą pokonała choroba. Powtórne małżeństwo ojca, w połączeniu z wcześniejszą kontuzją nogi, ukształtowały trudny i wybuchowy charakter młodego Mualli, przez który wysłano go za granicę jeszcze przed ukończeniem liceum. Choć wyjechał do Berlina, by uczyć się inżynierii, pod wpływem odbytej podróży po Niemczech, Szwajcarii i Włoszech, zaczął interesować się sztuką. Gdy odkrył swój talent artystyczny, szybko nabył dużej swobody ekspresji. Zaczął tworzyć obrazy i ryciny, a jego rysunki dotyczące mody były publikowane w popularnych niemieckich magazynach. Kontakt z niemieckim ekspresjonizmem wyraźnie wpłynął na styl Mualli: odrzucenie tradycji malarskich, wykorzystanie kontrastowych kolorów i antyestetyzm pasowały do jego burzliwego charakteru. Gdy ojciec Mualli popadł w problemy finansowe i nie mógł już wspierać syna, z pomocą przyszedł mu pewien egipski książę. Artysta mieszkał w Berlinie do dwudziestego piątego roku życia. Zaczął mieć problem z nadużywaniem alkoholu, przez co został na krótko hospitalizowany w 1929 roku.
Gdy Mualla przeprowadził się z Niemiec do Francji, związał się z paryskimi kręgami artystów w Montparnasse i Saint-Germain, poznał także Hale Asaf w pracowni André Lhote. W tym okresie Mualla zaczął tworzyć gwaszami, które stały się jego ulubioną techniką ekspresji. Dzięki odważnym plamom koloru jego prace nabrały cech fowizmu.
Ze względu na problemy finansowe w Paryżu, w 1934 roku Mualla powrócił do Turcji. Na miejscu wystąpił do ministerstwa edukacji o posadę nauczyciela sztuki, którą dostał w szkole średniej w Ayvalık, lecz szybko z niej zrezygnował. Zamiast tego projektował stroje do operetek wystawianych w Stambule, w tym do Deli Dolu, Saz Caz i Lüküs Hayat. Tworzył ilustracje do periodyku Yeni Adam, zilustrował także książkę Nâzıma Hikmeta. W 1934 roku w Stambule miał swoją pierwszą wystawę indywidualną, która jednak przeszła bez echa. Jego problemy z alkoholem nasilały się. W 1936 na rok trafił do szpitala psychiatrycznego w Bakırköy. Nabawił się także pogłębiającego się lęku przed policją. W ciągu następnych dwóch lat, na prośbę Abedina Dino, stworzył około 30 prac przedstawiających Stambuł na potrzeby tureckiego pawilonu na Wystawie Światowej w Nowym Jorku w 1939 roku. W tym czasie opublikował także dwa opowiadania: Masal i Üsera Karargahı w magazynie „Ses”.
W 1939 roku Mualla powrócił do Francji wierząc, że uda mu się utrzymać ze spadku po ojcu. Ze względu na problemy finansowe, nałóg alkoholowy i fobię przed policją, sytuacja życiowa Mualli była coraz bardziej niestabilna. Podczas okupacji Paryża, gdy nie mógł zdobyć papieru, zrywał potajemnie plakaty i malował na ich odwrotach. Mualla tworzył przez pewien czas dla Diny Vierny, która otoczyła go opieką podczas jednego z jego pobytów w szpitalu. Gdy poznał Madame Anglés, która była regularnym nabywcą jego prac, ta zaczęła go wspierać: wzięła go do szpitala, gdy w 1962 roku dostał ataku serca, a później ugościła go w swoim domu w Reillane przy Nicei oraz pokrywała jego wydatki.
Mualla został pochowany we Francji na cmentarzu dla ubogich. W 1974 roku, z inicjatywy prezydenta Fahri Korutürka, jego szczątki zostały przeniesione do Turcji na cmentarz Karacaahmet.